# Fridolina Rolfö
Fridolina Rolfö (Kungsbacka, Suecia; 24 de noviembre de 1993) es una futbolista sueca desempeñándose en la delantera o en el extremo. Su equipo es el Manchester United  de la Premier League inglesa.
habitual con la selección de Suecia, con la que ha conseguido la medalla de plata en los Juegos Olímpicos de Río de Janeiro 2016 y las medallas de bronces en el Mundial de 2019y también en el de Australia-Nueva Zelanda de 2023.

## Trayectoria

### Inicios
Nacida en Kungsbacka, Fridolina comenzó su carrera deportiva con apenas doce años en el IFK Fjärås de Suecia, un club polideportivo con sede en la ciudad de Fjärås, una pequeña ciudad de la misma localidad en la cual creció. Jugó en la sección fútbol juvenil de la institución sueca hasta 2008. Con solo 15 años, se trasladó al club deportivo Tölö IF donde debutó en el grupo Söderettan de la División 1, la tercera categoría del fútbol femenino sueco. Rolfö jugó en el equipo de fútbol femenino de Tölö durante tres temporadas, dejando el equipo a finales de 2010.

### Jitex BK

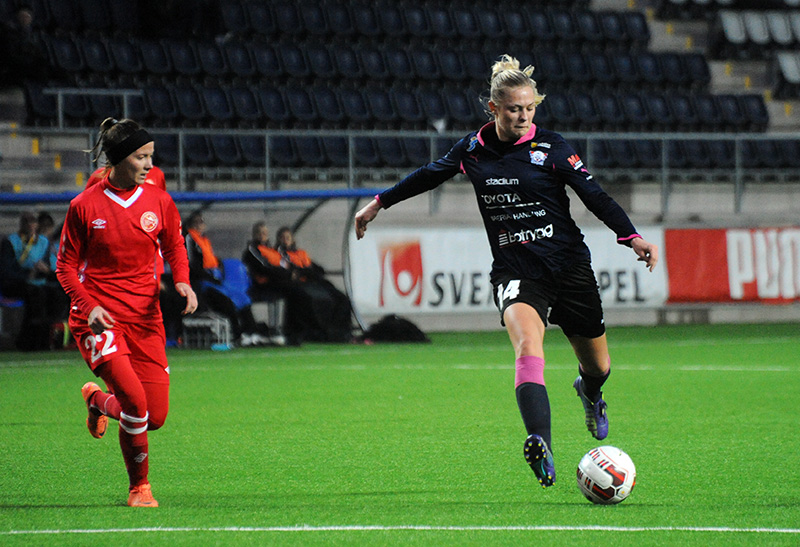
Fridolina jugando con el Linköpings F. C. en 2014.

Gracias a sus actuaciones en las ligas inferiores, atrae la atención de los observadores de diversos equipos y antes del inicio del campeonato 2011 es contactada por la dirección de Jitex que le ofrece la oportunidad de dar el salto y jugar en el Damallsvenskan, la máxima categoría en Suecia. El 10 de abril de 2011, hizo su debut en la primera jornada de liga en la derrota por 1-2 contra el Djurgårdens IF. Posteriormente, en el encuentro de visitante ante el recién ascendido Dalsjöfors GoIF consigue anotar un con un hat-trick.
En su primer año con el equipo de Mölndal consiguió anotar 9 goles en la liga nacional, siendo nombrada Mejor Jugadora Joven del 2011 por el periódico sueco Göteborgs-Posten. En las tres temporadas en las que estuvo en el Jitex marcó 16 goles en los 59 partidos jugados, contribuyendo a la salvación del club de descender de división, junto con llegar a las semifinales de la Copa de Suecia en su edición 2012.

### Linköpings F. C.
En 2014 fue contactada por la dirección de Linköpings F. C. que le ofreció la oportunidad de seguir jugando en Damallsvenskan en una formación más competitiva. Con el club debutó el 16 de octubre de 2014 en la Liga de Campeones de la UEFA en su edición 2014-15 frente al Liverpool F. C. siendo Fridolina la figura del partido al anotar un triplete, su primero en competencias europeas, dando la victoria 3-0 de su equipo en la vuelta por los deciseisavos de final, clasificando así el equipo sueco a la siguiente fase. Además contribuyó a que en su primer año alcanzara la cuarta posición en la clasificación y la conquista de la cuarta Copa de Suecia del club.
Pasaría otras dos temporadas en la entidad sueca, con quienes conquistaría el doblete de Copa de Suecia, junto con alzarse con el campeonato de Liga Sueca el 2016, una marca alcanzada por segunda vez en la historia del club.

### Bayern de Múnich

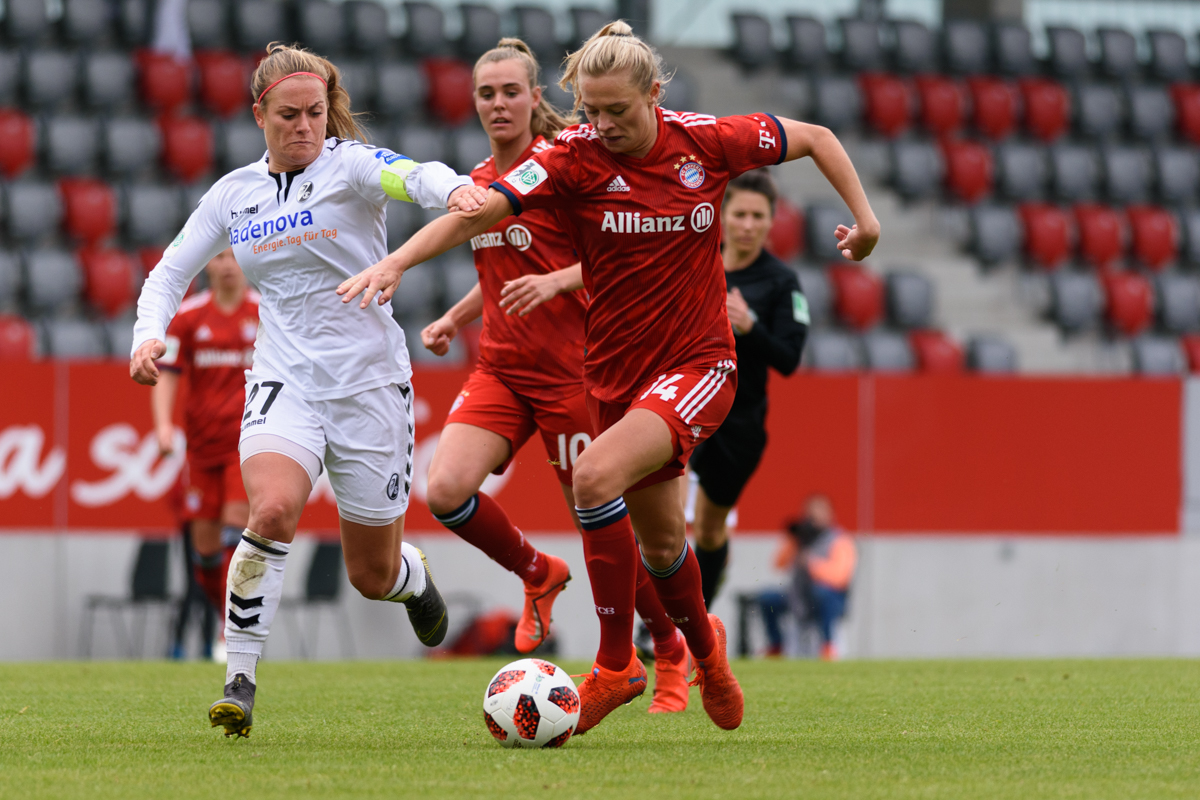
Rolfö con el Bayern de Múnich en 2019.

El 22 de noviembre de 2016 se hace oficial su fichaje por el Bayern de Múnich firmando un contrato por una temporada y media, dejando la liga sueca por primera vez e incorporándose a la Bundesliga a partir del 1 de enero de 2017. Debutaría hasta el 26 de febrero de 2017, en la 13.ª jornada de liga, en la victoria por 2-1 de local ante el FF USV Jena, sustituyendo a Melanie Leupolz en el minuto 68. Marcó su primer gol con el club alemán el 1 de octubre de 2017 en la goleada por 4-0 sobre el TSG 1899 Hoffenheim, siendo el segundo tanto del partido en el minuto 39. 
Tras dos temporadas con el equipo alemán, participó la obtención de un triple segundo puesto en los campeonatos de Bundesliga que disputó, llegó a la final de la Copa de Alemania en 2018, la cual perdieron ante el VfL Wolfsburgo. De igual forma, alcanzaron la semifinal de la Liga de Campeones 2018-19, pero fueron eliminadas por el F. C. Barcelona. Finalmente en 2019 se despide del equipo de la capital germana, con un marcador personal de 18 goles en 40 partidos de liga.

### VfL Wolfsburgo
El 9 de mayo de 2019, el VfL Wolfsburgo anunció de forma oficial la incorporación de Fridolina al equipo, firmando por dos temporadas. En su primera temporada con las Wölfinnen, ganó el doblete de Bundesliga y Copa de Alemania. Además participó en la Liga de Campeones 2019-20, en cuya semifinal contra el F. C. Barcelona marcó el único gol del partido dandoles el pase a la final de la competición europea. En la final en el País Vasco se enfrentaron ante el campeón defensor, el Olympique de Lyon, ante quienes cayeron por 1-3.

### F. C. Barcelona
Luego de recibir diversas ofertas, el 7 de julio de 2021 se hace oficial su fichaje por el Fútbol Club Barcelona de la Primera Iberdrola de España, entonces campeón de Europa, firmando un contrato hasta 2023. El 4 de septiembre, Rolfö hizo su debut oficial como azulgrana al ingresar durante los últimos 18 minutos, reemplazando a Mariona Caldentey en la goleada 5-0 al Granadilla Tenerife. Una semana después, marcó su primer gol para el equipo barcelonista, cuando anotó el cuarto gol de su equipo en otra victoria por 5-0 contra el Real Betis. En enero de 2023 renueva con el Barcelona por otras tres temporadas más, hasta 2026. 
El 3 de junio De 2023 anotó en la final europea de Eindhoven el tercer gol frente al Wolfsburg alemán, permitiendo al FC Barcelona conquistar su segunda copa de Europa por 3-2.

## Selección nacional

### Categorías inferiores

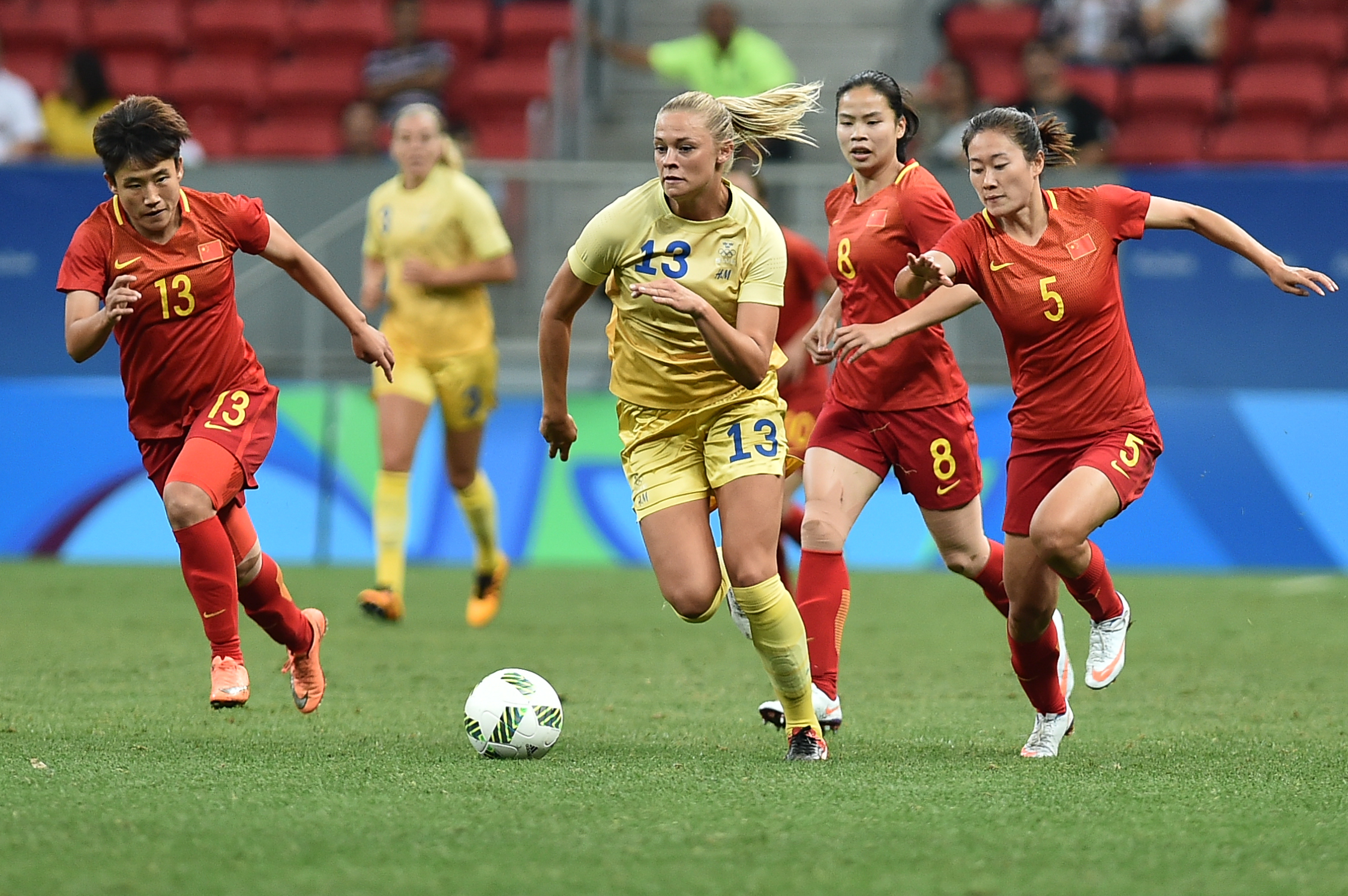
Rolfö en los Juegos Olímpicos de 2016.

Fridolina Rolfö comenzó a participar con las divisiones menores de la selección de Suecia, siendo convocada con el equipo sub-17 en 2009 e incluida en la plantilla que participó en la primera ronda de clasificación para la edición 2010 del Campeonato de Europa. Debutó el 15 de septiembre, en el partido en el que Suecia ganó por 8-0 a Letonia. Jugó un total de 17 veces y marcara 7 veces con la selección sub-17.
En 2011 el seleccionador de la selección sub-19 convoca a Rolfö para el equipo que representó a Suecia en la edición 2011 del Campeonato de Europa sub-19 a disputar en Italia. El equipo consigue pasar la primera fase clasificatoria, pero quedan eliminados en la siguiente etapa quedando segundas en el Grupo 5, por detrás de Suiza.
En la siguiente edición del torneo, Rolfö es nuevamente incluida en la nómina de Suecia sub-19 por Elin Rubensson para la Eurocopa sub-19 de 2012 de Turquía. En la fase de grupos del torneo, las suecas lograron clasificarse para la siguiente fase como segundas del grupo, luego de vencer a Inglaterra y Serbia, mientras que empató 0-0 con España con Fridolina saliendo en el medio tiempo. Quedaron por detrás de esta última por diferencia de goles. En la semifinal del torneo, se midieron ante Dinamarca a quienes vencieron por 3-1. En la definición del torneo se enfrentaron nuevamente a la selección española, con quienes empataron en los primeros noventa minutos. En la prórroga ingresó Fridolina en el minuto 104, y tan solo 4 minutos después Malin Diaz anotó el único gol del encuentro que les hace quedarse con el título por segunda vez en su historia.
Posteriormente, participó con la selección juvenil sub-23, para participar en los Juegos Olímpicos de Verano de 2016 en Río de Janeiro. Fridolina ayudaría a las suecas a ganar la medalla de plata después de perder en la final ante Alemania. Sin embargo, Rolfö no participó en la derrota por 2-1 en el Estadio de Maracaná, luego de sufrir una lesión que tuvo en cuartos de final contra Estados Unidos.

### Absoluta

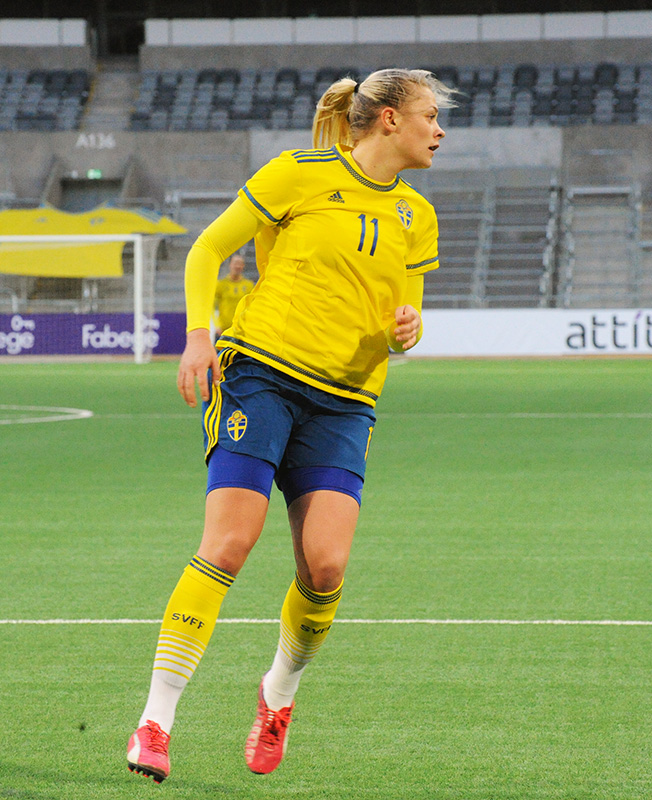
Fridolina con la en 2015.

En 2014, la entrenadora Pia Sundhage la convocó a la selección absoluta de Suecia. El 3 de agosto de 2014, las suecas se enfrentaron a Inglaterra en un partido amistoso, siendo el debut de Rolfö.
Posteriormente, fue incluida en la plantilla para las etapas de clasificación de la Eurocopa 2017, con Fridolina participando en los últimos 17 minutos del segundo partido de clasificación del Grupo 4 el 22 de septiembre de 2015, en la victoria sueca por 3-0 sobre Polonia.
En la quinta fecha clasificatoria, el 2 de junio de 2016, Rolfö anota el último gol de la goleada de visita por 0-4 sobre Polonia, luego de haber ingresado en la segunda parte del encuentro. Solo cuatro días después, marcó un doblete siendo titular en la siguiente fecha ante Moldavia que acabó 6-0. Las suecas acabaron primeras del grupo con siete victorias consecutivas, cayendo solamente ante Dinamarca.
Al año siguiente, participó en la Eurocopa 2017 disputada en los Países Bajos. Fridolina jugó los tres partidos del grupo B de la fase de grupos, aunque no disputó los encuentros por completo. Siendo segundas de su grupo, se clasificaron a cuartos de final enfrentándose a las anfitrionas de la selección holandesa, ante quienes cayeron por 2-0, siendo eliminadas con Rolfö siendo sustituida en el minuto 78.
Rolfö fue convocada para participar de la Copa Mundial 2019 con sede en Francia. La selección helvética se impuso en fase de grupos ante las debutantes de Chile, y Tailandia. Con Fridolina marcando el tercero de los cinco goles anotados en el segundo partido, luego de ingresar desde el banquillo. Pero fueron derrotadas en la última fecha por Estados Unidos.
Tras clasificarse a octavos de final como segundas del grupo, Suecia se impuso sobre la selección canadiense por la cuenta mínima, junto con vencer a Alemania en cuartos de final por 2-1, disputando Rolfö ambos encuentros de forma titular. En semifinales el 3 de julio, cayeron finalmente ante la selección holandesa tras empatar sin goles en el tiempo reglamentario, mientras que en la prórroga un único gol en el minuto 99 las dejó fuera del torneo. Las suecas consiguieron la medalla de bronce al imponerse sobre Inglaterra por 1-2 en la definición llevada a cabo en Lyon, encuentro en el cual Fridolina sufrió una lesión en el tobillo, por lo que tuvo que abandonar el campo en el minuto 27.

### Participaciones con selecciones
| Equipo          | País   | Años            |
| --------------- | ------ | --------------- |
| Suecia Sub-17   | Suecia | 2008 - 2010     |
| Suecia Sub-19   | Suecia | 2010 - 2012     |
| Suecia Sub-23   | Suecia | 2011 - 2015     |
| Suecia Absoluta | Suecia | 2014 - presente |

### Participaciones internacionales
| Título                    | Equipo              | Sede           | Año  | Resultado |
| ------------------------- | ------------------- | -------------- | ---- | --------- |
| Campeonato Europeo Sub-19 | Selección de Suecia | Turquía        | 2012 | Campeona  |
| Juegos Olímpicos          | Selección de Suecia | Río de Janeiro | 2016 | Plata     |
| Copa del Mundo            | Selección de Suecia | Francia        | 2019 | 3° Lugar  |
| Juegos Olímpicos          | Selección de Suecia | Tokio          | 2020 | Plata     |

### Estadísticas internacionales
| Partidos y goles marcados en Mundiales y Juegos Olímpicos | Partidos y goles marcados en Mundiales y Juegos Olímpicos | Partidos y goles marcados en Mundiales y Juegos Olímpicos                                                    | Partidos y goles marcados en Mundiales y Juegos Olímpicos | Partidos y goles marcados en Mundiales y Juegos Olímpicos | Partidos y goles marcados en Mundiales y Juegos Olímpicos | Partidos y goles marcados en Mundiales y Juegos Olímpicos | Partidos y goles marcados en Mundiales y Juegos Olímpicos | Partidos y goles marcados en Mundiales y Juegos Olímpicos | Partidos y goles marcados en Mundiales y Juegos Olímpicos |
| Gol                                                       | Partido                                                   | Fecha | Ubicación                                                 | Rival                                                     | Alineación                                                | Min                                                       | Marcador                                                  | Resultado                                                 | Competición                                               |
| --------------------------------------------------------- | --------------------------------------------------------- | --- | --------------------------------------------------------- | --------------------------------------------------------- | --------------------------------------------------------- | --------------------------------------------------------- | --------------------------------------------------------- | --------------------------------------------------------- | --------------------------------------------------------- |
| Rio de Janeiro Fútbol Femenino Juegos Olímpicos 2016      |                                                           | |                                                           |                                                           |                                                           |                                                           |                                                           |                                                           |                                                           |
|                                                           | 1                                                         | 03-08-2016 Archivado el 20 de agosto de 2016 en Wayback Machine.                                             | Río de Janeiro                                            | Sudáfrica                                                 | 76' ( Schough)                                            |                                                           |                                                           | 1-0 (PG)                                                  | Fase de grupos                                            |
|                                                           | 2                                                         | 06-08-2016                                                                                                   | Río de Janeiro                                            | Brasil                                                    | 64' ( Schough)                                            |                                                           |                                                           | 1-5 (PP)                                                  | Fase de grupos                                            |
|                                                           | 3                                                         | 09-08-2016                                                                                                   | Brasília                                                  | China                                                     | Principal                                                 |                                                           |                                                           | 0-0 (PE)                                                  | Fase de grupos                                            |
|                                                           | 4                                                         | 12-08-2016                                                                                                   | Brasília                                                  | Estados Unidos                                            | 18' ( Blackstenius)                                       |                                                           |                                                           | 1-1 (4-3 p) (PG)                                          | Cuartos de final                                          |
| Mundial de Francia 2019                                   |                                                           | |                                                           |                                                           |                                                           |                                                           |                                                           |                                                           |                                                           |
|                                                           | 5                                                         | 11-06-2019 Archivado el 2 de julio de 2015 en Wayback Machine.                                               | Rennes                                                    | Chile                                                     | 65' ( Anvegård)                                           |                                                           |                                                           | 2-1 (PG)                                                  | Fase de grupos                                            |
| 1                                                         | 6                                                         | 16-06-2019 Archivado el 9 de julio de 2019 en Wayback Machine.                                               | Niza                                                      | Tailandia                                                 | 46' ( Janogy)                                             | 42                                                        | 3-0                                                       | 5-1 (PG)                                                  | Fase de grupos                                            |
|                                                           | 7                                                         | 20-06-2019 Archivado el 15 de julio de 2019 en Wayback Machine.                                              | Le Havre                                                  | Estados Unidos                                            | 56' ( Schough)                                            |                                                           |                                                           | 0-2 (PP)                                                  | Fase de grupos                                            |
|                                                           | 8                                                         | 24-06-2019 Archivado el 9 de julio de 2019 en Wayback Machine.                                               | París                                                     | Canadá                                                    | 89' ( Hurtig)                                             |                                                           |                                                           | 1-0 (PG)                                                  | Octavos de final                                          |
|                                                           | 9                                                         | 29-06-2019 Archivado el 9 de julio de 2019 en Wayback Machine.                                               | Rennes                                                    | Alemania                                                  | 90+5' ( Hurtig)                                           |                                                           |                                                           | 2-1 (PG)                                                  | Cuartos de final                                          |
|                                                           | 10                                                        | 06-07-2019 Archivado el 8 de julio de 2019 en Wayback Machine.                                               | Niza                                                      | Inglaterra                                                | 27' ( Hurtig)                                             |                                                           |                                                           | 2-1 (PG)                                                  | Tercer puesto                                             |
| Tokio Fútbol Femenino Juegos Olímpicos 2020               |                                                           | |                                                           |                                                           |                                                           |                                                           |                                                           |                                                           |                                                           |
|                                                           | 11                                                        | 21-07-2021                                                                                                   | Tokio                                                     | Estados Unidos                                            | 63' ( Schough)                                            |                                                           |                                                           | 3-0 (PG)                                                  | Fase de grupos                                            |
| 2                                                         | 12                                                        | 24-07-2021 (enlace roto disponible en Internet Archive; véase el historial, la primera versión y la última). | Saitama                                                   | Australia                                                 | 86' ( Janogy)                                             | 20                                                        | 1-0                                                       | 4-2 (PG)                                                  | Fase de grupos                                            |
| 3                                                         | 12                                                        | 24-07-2021 (enlace roto disponible en Internet Archive; véase el historial, la primera versión y la última). | Saitama                                                   | Australia                                                 | 86' ( Janogy)                                             | 63                                                        | 3-2                                                       | 4-2 (PG)                                                  | Fase de grupos                                            |
|                                                           | 13                                                        | 30-07-2021 (enlace roto disponible en Internet Archive; véase el historial, la primera versión y la última). | Saitama                                                   | Japón                                                     | 75' ( Schough)                                            |                                                           |                                                           | 3-1 (PG)                                                  | Cuartos de final                                          |
| 4                                                         | 14                                                        | 02-08-2021 (enlace roto disponible en Internet Archive; véase el historial, la primera versión y la última). | Yokohama                                                  | Australia                                                 | Principal                                                 | 46                                                        | 1-0                                                       | 1-0 (PG)                                                  | Semifinal                                                 |
|                                                           | 37                                                        | 06-08-2021 (enlace roto disponible en Internet Archive; véase el historial, la primera versión y la última). | Yokohama                                                  | Canadá                                                    | 105' ( Schough)                                           |                                                           |                                                           | 1-1 (2-3 p) (PP)                                          | Final                                                     |

| Partidos y goles marcados en Campeonatos Europeos | Partidos y goles marcados en Campeonatos Europeos | Partidos y goles marcados en Campeonatos Europeos | Partidos y goles marcados en Campeonatos Europeos | Partidos y goles marcados en Campeonatos Europeos | Partidos y goles marcados en Campeonatos Europeos | Partidos y goles marcados en Campeonatos Europeos | Partidos y goles marcados en Campeonatos Europeos | Partidos y goles marcados en Campeonatos Europeos | Partidos y goles marcados en Campeonatos Europeos |
| Gol                                               | Partido                                           | Fecha                                             | Ubicación                                         | Rival                                             | Alineación                                        | Min                                               | Puntuación                                        | Resultado                                         | Competición                                       |
| ------------------------------------------------- | ------------------------------------------------- | ------------------------------------------------- | ------------------------------------------------- | ------------------------------------------------- | ------------------------------------------------- | ------------------------------------------------- | ------------------------------------------------- | ------------------------------------------------- | ------------------------------------------------- |
| Eurocopa 2017                                     |                                                   |                                                   |                                                   |                                                   |                                                   |                                                   |                                                   |                                                   |                                                   |
|                                                   | 1                                                 | 17-07-2017                                        | Breda                                             | Alemania                                          | 56' ( Blackstenius)                               |                                                   |                                                   | 0-0 (PE)                                          | Fase de grupos                                    |
|                                                   | 2                                                 | 21-07-2017                                        | Deventer                                          | Rusia                                             | 46' ( Schough)                                    |                                                   |                                                   | 2-0 (PG)                                          | Fase de grupos                                    |
|                                                   | 3                                                 | 25-07-2017                                        | Doetinchem                                        | Italia                                            | 46' ( Asllani)                                    |                                                   |                                                   | 2-3 (PP)                                          | Fase de grupos                                    |
|                                                   | 4                                                 | 29-07-2017                                        | Doetinchem                                        | Países Bajos                                      | 73' ( Folkesson)                                  |                                                   |                                                   | 0-2 (PP)                                          | Cuartos de final                                  |
| Eurocopa 2022                                     |                                                   |                                                   |                                                   |                                                   |                                                   |                                                   |                                                   |                                                   |                                                   |
|                                                   | 5                                                 | 09-07-2022                                        | Sheffield                                         | Países Bajos                                      | Principal                                         |                                                   |                                                   | 1-1 (PE)                                          | Fase de grupos                                    |
| 1                                                 | 6                                                 | 13-7-2022                                         | Sheffield                                         | Suiza                                             | Principal                                         | 53                                                | 1-0                                               | 2-1 (PG)                                          | Fase de grupos                                    |

## Estadísticas

### Clubes
Actualizado al último partido disputado el 24 de mayo de 2025.
| Club                        | Temporada     | Div           | Liga  | Liga  | Liga   | Copa  | Copa  | Copa   | Internacional | Internacional | Internacional | Otros | Otros | Otros  | Total | Total | Total  | Media goleadora |
| Club                        | Temporada     | Div           | Part. | Goles | Asist. | Part. | Goles | Asist. | Part.         | Goles         | Asist.        | Part. | Goles | Asist. | Part. | Goles | Asist. | Media goleadora |
| --------------------------- | ------------- | ------------- | ----- | ----- | ------ | ----- | ----- | ------ | ------------- | ------------- | ------------- | ----- | ----- | ------ | ----- | ----- | ------ | --------------- |
| Jitex BK · Suecia           | 2011          | 1.ª           | 21    | 9     |        | 4     | 2     |        | -             | -             | -             | -     | -     | -      | 25    | 11    |        | 0.44            |
| Jitex BK · Suecia           | 2012          | 1.ª           | 16    | 3     |        | 3     | 0     |        | -             | -             | -             | -     | -     | -      | 19    | 3     |        | 0.16            |
| Jitex BK · Suecia           | 2013          | 1.ª           | 22    | 4     |        | 1     | 0     |        | -             | -             | -             | -     | -     | -      | 23    | 4     |        | 0.17            |
| Jitex BK · Suecia           | Total club    | Total club    | 59    | 16    |        | 8     | 2     |        | 0             | 0             | 0             | 0     | 0     | 0      | 67    | 18    |        | 0.27            |
| Linköpings F. C. · Suecia   | 2014          | 1.ª           | 20    | 8     |        | 6     | 3     |        | -             | -             | -             | -     | -     | -      | 26    | 11    |        | 0.42            |
| Linköpings F. C. · Suecia   | 2015          | 1.ª           | 18    | 3     |        | 4     | 7     |        | 5             | 4             |               | -     | -     | -      | 27    | 14    |        | 0.52            |
| Linköpings F. C. · Suecia   | 2016          | 1.ª           | 13    | 5     |        | 2     | 3     |        | -             | -             | -             | -     | -     | -      | 15    | 8     |        | 0.53            |
| Linköpings F. C. · Suecia   | Total club    | Total club    | 51    | 16    |        | 12    | 13    |        | 5             | 4             |               | 0     | 0     | 0      | 68    | 33    |        | 0.49            |
| Bayern de Múnich · Alemania | 2016-17       | 1ª            | 5     | 0     |        | 1     | 0     |        | -             | -             | -             | -     | -     | -      | 6     | 0     |        | 0               |
| Bayern de Múnich · Alemania | 2017-18       | 1ª            | 19    | 9     |        | 4     | 2     |        | 2             | 0             |               | -     | -     | -      | 25    | 11    |        | 0.44            |
| Bayern de Múnich · Alemania | 2018-19       | 1ª            | 16    | 9     |        | 3     | 1     |        | 6             | 2             |               | -     | -     | -      | 25    | 12    |        | 0.48            |
| Bayern de Múnich · Alemania | Total club    | Total club    | 40    | 18    |        | 8     | 3     |        | 8             | 2             |               |       |       |        | 56    | 23    |        | 0.41            |
| VfL Wolfsburgo · Alemania   | 2019-20       | 1.ª           | 11    | 6     |        | 4     | 0     |        | 4             | 2             |               | -     | -     | -      | 19    | 8     |        | 0.42            |
| VfL Wolfsburgo · Alemania   | 2020-21       | 1.ª           | 14    | 3     |        | 5     | 0     |        | 5             | 1             |               | -     | -     | -      | 24    | 4     |        | 0.17            |
| VfL Wolfsburgo · Alemania   | Total club    | Total club    | 25    | 9     |        | 9     | 0     |        | 9             | 3             |               | 0     | 0     | 0      | 43    | 12    |        | 0.28            |
| F. C. Barcelona · España    | 2021-22       | 1.ª           | 26    | 9     | 12     | 3     | 0     | 0      | 11            | 3             | 6             | 2     | 1     | 1      | 42    | 13    | 19     | 0.31            |
| F. C. Barcelona · España    | 2022-23       | 1.ª           | 21    | 8     | 8      | 0     | 0     | 0      | 11            | 4             | 2             | 2     | 0     | 0      | 34    | 12    | 10     | 0.35            |
| F. C. Barcelona · España    | 2023-24       | 1.ª           | 7     | 5     | 2      | 3     | 0     | 1      | 5             | 2             | 0             | 0     | 0     | 0      | 15    | 7     | 3      | 0.47            |
| F. C. Barcelona · España    | 2024-25       | 1.ª           | 23    | 5     | 4      | 4     | -     | 2      | 9             | 1             | -             | 3     | -     | -      | 39    | 6     | 6      | 0.15            |
| F. C. Barcelona · España    | Total club    | Total club    | 77    | 27    | 26     | 10    | 0     | 3      | 36            | 10            | 8             | 7     | 1     | 1      | 130   | 38    | 37     | 0.29            |
| Total carrera               | Total carrera | Total carrera | 252   | 86    | +26    | 47    | 18    | +3     | 55            | 19            | 8             | 5     | 1     | 1      | 364   | 124   | +37    | 0.34            |
| 1. 2. 3.                    |               |               |       |       |        |       |       |        |               |               |               |       |       |        |       |       |        |                 |

## Palmarés

### Títulos nacionales
| Título             | Club             | País     | Año  |
| ------------------ | ---------------- | -------- | ---- |
| Copa               | Linköpings F. C. | Suecia   | 2014 |
| Copa               | Linköpings F. C. | Suecia   | 2015 |
| Campeonato de Liga | Linköpings F. C. | Suecia   | 2016 |
| Campeonato de Liga | VfL Wolfsburgo   | Alemania | 2020 |
| Copa               | VfL Wolfsburgo   | Alemania | 2020 |
| Copa               | VfL Wolfsburgo   | Alemania | 2021 |
| Supercopa          | F. C. Barcelona  | España   | 2022 |
| Copa               | F. C. Barcelona  | España   | 2022 |
| Campeonato de Liga | F. C. Barcelona  | España   | 2022 |
| Supercopa          | F. C. Barcelona  | España   | 2023 |
| Campeonato de Liga | F. C. Barcelona  | España   | 2023 |
| Supercopa          | F. C. Barcelona  | España   | 2024 |
| Campeonato de Liga | F. C. Barcelona  | España   | 2024 |
| Copa               | F. C. Barcelona  | España   | 2024 |
| Supercopa          | F. C. Barcelona  | España   | 2025 |
| Campeonato de Liga | F. C. Barcelona  | España   | 2025 |
| Copa               | F. C. Barcelona  | España   | 2025 |

### Títulos internacionales
| Título            | Equipo          | Sede           | Año  |
| ----------------- | --------------- | -------------- | ---- |
| Europeo Sub-19    | Suecia sub-20   | Turquía        | 2012 |
| Juegos Olímpicos  | Suecia          | Río de Janeiro | 2016 |
| Juegos Olímpicos  | Suecia          | Tokio          | 2021 |
| Liga de Campeones | F. C. Barcelona | Eindhoven      | 2023 |
| Liga de Campeones | F. C. Barcelona | Bilbao         | 2024 |